# 台31線
台31線（高鐵橋下道路桃園段），為臺灣沿臺灣高鐵高架橋下兩側用地闢建之省道。起自桃園市蘆竹區長興與蘆竹市區，通車終點為新竹縣湖口鄉老湖口，全長30公里。台31線亦為縱貫桃園市及新竹縣的交通幹道，可紓解國道一號及台1線桃園至湖口路段之交通壅塞情形。本路線為最長的高鐵聯外公路。
台4線至台66線路段除高鐵桃園站區外環道路為雙向八車道外，其餘路段均為雙向四線快車道附帶兩線慢車道配置，台66線至台1線路段為雙向四線快車道、兩線機車道及兩線自行車專用道。

## 歷史沿革
- 1998年納入高鐵站區聯外道路改善計畫。
- 2006年1月23日開放國道二號大竹交流道至台66線間路段通車。
- 2006年10月16日行政院公告納編為台31線。
- 2007年7月25日國道二號大竹交流道（北端匝道）至大竹北路開放通車。
- 2008年2月1日台4線至國道二號大竹交流道路段開放通車，亦即全線通車。
- 2010年12月徵收台66線至湖口鄉台1線的用地。
- 2011年4月1日台31線由台66線延伸至台1線第1A標新建工程開工。
- 2012年6月15日台31線由台66線延伸至台1線第1B標新建工程開工。
- 2013年1月台31線由台66線延伸至台1線第2標新建工程發包。
- 2014年1月20日台66線至楊梅市（現為楊梅區）民有路路段開放通車。
- 2015年9月24日民有路延伸至湖口鄉台1線路段開放通車。[1][2]
- 2015年11月20日桃園市政府工務局公告「台31北延(台4-桃3)道路新闢工程」用地取得第2場公聽會會議紀錄，規劃將台31線向北延伸至桃3線（南山路）可強化蘆竹地區環道路網系統，以因應蘆竹地區未來聯外交通發展的需要。[3]
- 2016年4月1日行政院公告台31線由台66線延伸至台1線，台31線里程調整為30.003公里，路線名稱調整為蘆竹－湖口。

## 行經行政區域
| 桃園市 | 蘆竹區 | 長興                       | 0.000  | 台4線                    | 公路起點                   |
| 桃園市 | 蘆竹區 | 蘆竹市區                   | 0.000  | 台4線                    | （同上）                   |
| 桃園市 | 蘆竹區 | 蘆竹市區                   | －     | 桃15線                   |                            |
| 桃園市 | 蘆竹區 | 林投厝                     | －     | 桃25線                   |                            |
| 桃園市 | 蘆竹區 | 大竹交流道                 | 5.100  | 國道二號                 |                            |
| 桃園市 | 大園區 | 五塊厝                     | 5.550  | 市道110甲線              |                            |
| 桃園市 | 大園區 | 橫山                       | －     | 桃42線                   | 起點                       |
| 桃園市 | 中壢區 | 青埔                       | －     | 桃42線                   | 公路行經大園區與中壢區交界 |
| 桃園市 | 中壢區 | 青埔                       | －     | 桃49-1線                 | 起點                       |
| 桃園市 | 中壢區 | 青埔                       | －     | 市道113丙線 · 青埔路二段 | 與共線起點                 |
| 桃園市 | 中壢區 | 青埔                       | －     | 市道113丙線 · 新生路四段 | 與共線終點                 |
| 桃園市 | 大園區 | 橫山                       | －     | 市道113丙線 · 新生路四段 | 公路行經中壢區與大園區交界 |
| 桃園市 | －     |                            |        |                          |                            |
| 桃園市 | 中壢區 | 芝芭里                     | －     | 桃45線                   |                            |
| 桃園市 | 中壢區 | 芝芭里                     | －     | 市道113號                |                            |
| 桃園市 | 中壢區 | 芝芭里                     | －     | 桃43-1線                 | 0                          |
| 桃園市 | 中壢區 | 月眉                       | －     | 桃43-1線                 |                            |
| 桃園市 | 中壢區 | 大圳頭                     | 11.900 | 市道112號                |                            |
| 桃園市 | 中壢區 | －                         |        |                          |                            |
| 桃園市 | 中壢區 | 過嶺                       | 15.650 | 市道114號                | 公路行經中壢區與新屋區交界 |
| 桃園市 | 新屋區 | 犁頭洲                     | 15.650 | 市道114號                | 公路行經中壢區與新屋區交界 |
| 桃園市 | 新屋區 | 新屋一交流道               | 17.357 | 台66線                   |                            |
| 桃園市 | 新屋區 | 青草坡                     | －     | 桃79線                   |                            |
| 桃園市 | 新屋區 | 青草坡                     | 18.500 | 桃81線 · 桃102線         | 與共線起點                 |
| 桃園市 | 楊梅區 | 上田心子                   | －     | 桃102線                  | 與共線終點                 |
| 桃園市 | 楊梅區 | 上田心子                   | －     | 市道115號                |                            |
| 桃園市 | 楊梅區 | 上陰影窩                   | 21.300 | 桃106線                  |                            |
| 桃園市 | 楊梅區 | － 跨越桃110線與縱貫線北段 |        |                          |                            |
| 桃園市 | 楊梅區 | 富岡                       | －     | （地區道路）             |                            |
| 桃園市 | 楊梅區 | 三湖                       | －     | 桃13線                   |                            |
| 桃園市 | 楊梅區 | 上四湖                     | －     | 桃13線                   |                            |
| 新竹縣 | 湖口鄉 | 長岡嶺                     | －     | 竹8線                    |                            |
| 新竹縣 | 湖口鄉 | 老湖口                     | －     | 竹12線                   |                            |
| 新竹縣 | 湖口鄉 | 老湖口                     | 30.036 | 台1線                    | 公路終點                   |
| 共線   |        |                            |        |                          |                            |

## 里程表
臺三十一線
| 縣市   | 鄉鎮   | 里程數(KM) |
| ------ | ------ | ---------- |
| 桃園市 | 全區   | 28.1       |
| 桃園市 | 蘆竹區 | 5.1        |
|        | 大園區 | 2.1        |
|        | 中壢區 | 9.6        |
|        | 新屋區 | 2.8        |
|        | 楊梅區 | 8.5        |
| 新竹縣 | 湖口鄉 | 2.4        |
| 新竹縣 | 湖口鄉 | 2.4        |

## 沿線路名
桃園市路段
- 南青路
- 高鐵北路三段
- 領航南路
- 高鐵南路三－十段

## 沿線設施與景點
桃園市路段
- 大竹交流道（國道二號）
- 領航站（桃園捷運機場線）
- 桃園市立大園國際高級中等學校
- 高鐵桃園站（臺灣高鐵）
- 高鐵桃園站（桃園捷運機場線）
- 桃園國際棒球場
- 中壢楊梅新屋觀音四行政轄區交界處都市計畫區
- 新屋一交流道（台66線）

## 外部連結
- 交通部高鐵局：高鐵車站聯外交通 （页面存档备份，存于）
- 行政院公報：公告高鐵橋下桃園段道路、嘉義段道路、台南段道路及嘉義50米計畫道路納編為省道台31線、台37線、台39線及台18線延伸線。 （页面存档备份，存于）